# Conjecture du coureur solitaire

Exemple de la conjecture du coureur solitaire avec 6 coureurs

En mathématiques, et plus particulièrement dans l'étude de l'approximation diophantienne, la conjecture du coureur solitaire est une conjecture formulée par John M. Wills en 1967. Les applications de cette conjecture balayent de nombreux domaines des mathématiques : problèmes d'obstruction de vue, calculs de nombres chromatiques, etc.
Le nom pittoresque de cette conjecture a été proposé par Luis Goddyn en 1998.

## La conjecture
Considérons k coureurs sur une piste circulaire de longueur 1. Au temps t = 0, tous les coureurs sont à la même position et commencent à courir à des vitesses deux à deux distinctes. Un coureur est dit solitaire au temps t s'il est à une distance d'au moins 1/k de tous les autres coureurs. La conjecture du coureur solitaire affirme que chaque coureur sera solitaire à certains moments.

## Propriétés
A priori, les vitesses sont des réels, mais on peut se restreindre sans perte de généralité à des rationnels ou des entiers,.

## Résultats démontrés
| k | année | démontrés par                      | notes                                             |
| - | ----- | ---------------------------------- | ------------------------------------------------- |
| 1 | -     | -                                  | trivial: tout t convient                          |
| 2 | -     | -                                  | trivial: t = 1 / (2 * (v1-v0))                    |
| 3 | -     | -                                  | Toute preuve pour k>3 prouve également le cas k=3 |
| 4 | 1972  | Betke et Wills; Cusick             | -                                                 |
| 5 | 1984  | Cusick et Pomerance; Bienia et al. | -                                                 |
| 6 | 2001  | Bohman, Holzman, Kleitman; Renault | -                                                 |
| 7 | 2008  | Barajas et Serra                   | -                                                 |